# Maniquí ventreblanc
El maniquí ventreblanc (Lonchura leucogastra) és un ocell de la família dels estríldids (Estrildidae).

## Hàbitat i distribució
Viu als boscos de les terres baixes de la Península Malaia i l'Arxipèlag Malai, a Sumatra, Borneo i Filipines.